# Công quốc Napoli
Công quốc Napoli (tiếng Latinh: Ducatus Neapolitanus, tiếng Ý: Ducato di Napoli) ban đầu là một tỉnh của Đế quốc Đông La Mã được thành lập vào thế kỷ 7, tại các vùng đất ven biển nhỏ bé mà người Lombard đã không chinh phục trong cuộc xâm lược nước Ý của họ vào thế kỷ 6. Công quốc nằm dưới sự cai quản của một viên chỉ huy quân sự (dux), và nhanh chóng trở thành một quốc gia độc lập trên thực tế, kéo dài hơn năm thế kỷ trong thời Sơ kỳ và Hậu kỳ Trung Cổ.

## Công quốc địa phương đầu tiên
Năm 661, Napoli được Hoàng đế Konstans II ban quyền cai trị cho một công tước địa phương gọi là Basil đã chịu khuất phục hoàng đế dù chỉ là trên danh nghĩa. Trong số các danh hiệu của ông là patrikios ("quý tộc") và hypatos ("quan chấp chính"). Vào lúc đó Ducatus Neapolitanus đã nắm quyền kiểm soát một khu vực tương ứng gần với tỉnh Napoli ngày nay, bao gồm các khu vực Vesuvius, Campi Flegrei, bán đảo Sorrento, Giugliano, Aversa, Afragola, Nola và các đảo Ischia và Procida. Capri sau là một phần của công quốc Amalfi. Ông có quyền hạn đối với các cảng biển lân cận của Gaeta, Amalfi và Sorrento, dù mỗi thị quốc phần lớn là tự trị, đặc biệt là trong những năm sau này của công quốc Napoli. Vào thời đại này, công quốc đã hái ra tiền với hình nộm của các hoàng đế và các bản khắc Hy Lạp. Tiếng Hy Lạp là ngôn ngữ chính thức tại xứ này.

## Trực thuộc Giáo hoàng
Năm 763, công tước Stephen II chuyển lòng trung thành của mình từ Constantinopolis sang Roma, Napoli được đặt dưới quyền bá chủ của Giáo hoàng. Đã vậy dưới thời trị vì của vị công tước mới được triều đình bổ nhiệm là John I (711-719), giáo hoàng chịu đứng ra giúp đỡ công tước chống lại người Lombard, trong khi sự trợ giúp của Đông La Mã xem chừng xa vời. Triều đại của Stephen II được coi là một giai đoạn chuyển tiếp trong lịch sử Napoli: nó tách khỏi phía Đông bài trừ thánh tượng và hướng về phía Tây của giáo hoàng. Người Hy Lạp Đông La Mã đã sớm trở thành một mối đe dọa không nhỏ cho Napoli hơn là Lombard.
Đôi lúc vào khoảng đầu thế kỷ 9, các công tước đã bắt đầu cho đúc tiền xu với dòng chữ Latinh, để tiếng Latinh thay thế tiếng Hy Lạp trong việc sử dụng chính thức. Chân dung Thánh Januarius dần thay thế hình hoàng đế trên những đồng tiền xu. Hành vi này đã có từ thời triều đình ở phương Đông, nhưng hoàng đế chẳng có vai trò quan trọng nào trong các công việc thường lệ ở Napoli. Năm 812, khi Leon III triệu tập hạm đội của toàn thể công quốc nhằm viện trợ cho đô đốc Đông La Mã đi tiễu trừ lũ cướp biển Saracen đang cướp bóc trên đảo Sicilia, Công tước Anthimus thì làm lơ lời kêu gọi; duy chỉ có Amalfi và Gaeta là chịu hưởng ứng đạo quân này. Rõ ràng, người dân Napoli cảm thấy bản thân mình đã độc lập trên thực tế và những bộ hạ của họ cảm nhận được nền độc lập của Napoli.
Công quốc vẫn chưa có lệ cha truyền con nối; năm 818, patrikios đảo Sicilia đã bổ nhiệm Theoctistus mà không được sự đồng ý của triều đình. Ông ta cho thu hồi quyết định bổ nhiệm này và bổ nhiệm một vị công tước là Theodore II vào năm 821, nhưng ông này đã bị đuổi khỏi thành phố cùng năm đó đổi lấy sự ủng hộ cho việc bầu chọn Stephen III. Vị Stephen đầu tiên này đã bắt đầu cho đúc những mẫu tiền với chữ cái đầu của mình vào chúng chứ không phải là chân dung Hoàng đế Đông La Mã nữa.

## Tước vị cha truyền con nối
Năm 840, Công tước Sergius I đã lập ra lệ thừa kế cha truyền con nối cho công quốc, và từ lúc đó Napoli mới được độc lập trên thực tế. Vào thời kỳ này, thành phố chủ yếu là một trung tâm quân sự dưới sự cai trị của tầng lớp quý tộc chiến binh và địa chủ, dù có bị buộc phải từ bỏ nhiều vùng lãnh thổ nội địa cho các nước láng giềng của người Lombard. Napoli không phải là một thành phố thương mại như các thành phố biển Campania khác như Amalfi và Gaeta, nhưng có một hạm đội khá lớn tham gia trong trận hải chiến Ostia chống lại người Saracen vào năm 849. Dù thế nào đi nữa thì Napoli đã không ngần ngại liên minh với kẻ ngoại đạo này nếu thấy lợi về phần mình: ví như vào năm 836, công quốc đề nghị hỗ trợ người Saracen nhằm đẩy lùi cuộc vây hãm của quân Lombard ra khỏi công quốc lân bang Benevento. Từ sau các đời công tước nổi lên hạng xuất chúng nhất là dưới thời Công tước-Giám mục Athanasius và những người kế nhiệm ông—Gregory IV và John II đã tham gia vào trận đánh ở Garigliano vào năm 915—Napoli dần dần suy giảm tầm quan trọng vào thế kỷ 10, cho đến khi công quốc bị cựu thù là Pandulf IV xứ Capua chiếm mất.

## Đối đầu với người Norman

Bản đồ miền Nam nước Ý vào khoảng năm 1112.

Năm 1027, công tước Sergius IV đã ban tặng vùng Aversa cho toán lính đánh thuê người Norman dưới trướng Rainulf Drengot, người hỗ trợ ông những gì cần thiết trong cuộc chiến tranh với thân vương quốc Capua. Vào thời đó thì ông cũng không thể tưởng tượng nổi hậu quả, nhưng khu định cư này đã bắt đầu một quá trình cuối cùng đã dẫn đến sự chấm dứt nền độc lập của chính Napoli. Sergius lo củng cố vị trí của mình với liên minh mang tính hôn nhân với người Norman, nhưng khi mọi sự đỗ vỡ thì ông lại bị chính đám lính đánh thuê đó bỏ rơi và phải thoái lui vào một tu viện hòng đảm bảo tính mạng. Con trai của Sergius là John V đã tìm cách kết thân với Guaimar IV xứ Salerno và cuối cùng đành chịu thần phục vị vương công này.
Napoli là quốc gia cuối cùng ở miền nam nước Ý mà người Norman đã đối đầu khi họ lần đầu tiên đặt chân lên đất Ý. Công quốc còn sống sót qua sự sụp đổ của hàng loạt thân vương quốc Lombard: Capua, Salerno, Benevento và sự sụp đổ của các công quốc Hy Lạp nối tiếp: Amalfi, Gaeta, Sorrento. Năm 1137, Công tước Sergius VII đã buộc phải đầu hàng Roger II của Sicilia, kẻ tự xưng là Vua Sicilia bảy năm về trước. Dưới thời những nhà cai trị mới thành phố được quản lý bởi một compalazzo (hội đồng bá tước), với chút ít độc lập còn lại dành cho giới quý tộc Napoli. Trong giai đoạn này Napoli có dân số 30.000 người và đồ dùng đến từ các vùng nội địa: hoạt động thương mại chủ yếu giao cho người nước ngoài phần lớn đến từ Pisa và Genova.
Ngoài nhà thờ San Giovanni a Mare, các công trình ở Napoli hầu hết là kiến trúc cổ vẫn còn giữ nguyên dấu ấn lịch sử của từng nền văn hóa riêng biệt. Đặc biệt là lâu đài (Castel Capuano và Castel dell'Ovo), bức tường thành và cổng rào kiên cố. Hàng loạt lâu đài, pháo đài, nhà thờ, cung điện, dinh thự cổ được lưu giữ tới ngày nay đã tái hiện các thời hoàng kim của thành phố.